# Capayán megye
Capayán egy megye Argentínában, Catamarca tartományban. A megye székhelye Huillapima.

## Települések
A megye a következő nagyobb településekből (Localidades) áll:
- Adolfo E. Carranza
- Balde de la Punta
- Capayán
- Chumbicha
- Colonia del Valle
- Colonia Nueva Coneta
- Concepción
- Coneta
- El Bañado
- Huillapima
- Los Ángeles
- Miraflores
- San Martín
- San Pablo
- San Pedro

Kisebb települései (Parajes):
| - Agua Blanca - Chañarito - El Descanso - El Médano - El Potrero - El Quemado - El Rosario - La Carreta - La Estrella - La Libertad - La Montoza | - Las Breas - Las Palmas - Los Cano - Los Divisaderos - Los Raigones - Nueva Coneta - Pozo Lindo - Pozo Tigre - Puesto Carrizo - Puesto Nuevo - Puestos Capayan | - Puestos de Concepción - San Gabriel - San Gerónimo - Santa Ana - Sisi Huasi - Telaritos - Trampasacha - Vacas Muertas - Villa Capayán |